# A multi-level marketing kritikája
A multi-level marketing kritikusai szerint valójában leplezett piramisjáték, melyben a termék csak ürügy, a valódi jövedelem a tagok beszervezéséből és más kapcsolódó jövedelmekből jön, nem a termékforgalmazásból.[forrás?]

## A kompenzációs tervek
- Unilevel: Nincs korlátozás mennyi tagot lehet beszervezni az első szintre, akik „eladják” a terméket a végfelhasználóknak. A mélységi építkezés korlátozva van, ez a sík-piramis, ami talán a legbecsületesebb a többihez képest, de csak kevesek nyerhetnek benne.
- Bináris: Csak két lábat engedélyez az építkezéshez (jobb és bal profitcenter). Arra ösztönöz, hogy a két láb között kiegyenlített legyen az eladás nagysága. Jutalék csak egyező forgalmú vagy esetleg 1/3 2/3 arányú  lábakra jár, ami nagyban csökkenti a cég kifizetéseit, mivel ritkán sikerül kiegyenlíteni a lábak forgalmát. Osztott piramisnak is hívják. Előnye, hogy amennyiben sikerül a két lábat arányban tartani, a tag alatt keletkező teljes forgalom adja a jutalékszámolás alapját. Az utóbbi években indult cégek jelentős része használja ezt a sémát.
- Mátrix: Limitált forgalmazói szám az első szinten, és a mélységi építkezés is korlátozott. Az újonnan érkezők lecsúsznak az alsóbb szintekre, ha az már telítődött. A növekedés korlátozott, például 4x12.  Úgy kell játszani, mint a lottót, csak a lusta tagok nyerhetnek. Blokk-piramisnak is hívják..
- Breakaway: Az üzletépítő úgy kap egyre mélyebb szintekből kifizetést, hogy vagy növeli a csoportforgalmát, vagy az általa indított stabil lábak számát. Minden leszakadó csoport egy emberhez van kötve (üzletépítő). Eltérő a mélységfogalom a kompenzációs tervek között. A legnagyobb MLM cégek ezt a formát használják, még ha hosszú távon kisebb jutalékok érhetők is el, mint a többi kompenzációs tervben.

Ezek az alap kompenzációs tervek.

## Tíz kritikai észrevétel
[forrás?]
1. Az MLM-cégekhez csatlakozó emberek 99,9%-a sohasem profitál belőlük. Sok üzletépítő etikátlanul, kevés-munka-sok-pénz szlogennel építi az üzletét és elfelejti megtanítani a sikerhez vezető lépésekre az újonnan indulókat, mivel ő sem tartja be a szakma szabályait, sőt valószínű, hogy a felső vonala sem. Az így szerzett csekély, rövidtávú jövedelem etikátlan és megkárosítja a társadalmat. Bár lehet, hogy jogszabályba nem ütközik, végső soron minden szereplő (anyacég, üzletépítők mindegyike, MLM üzletépítői szakma, MLM üzleti modell, win-win üzleti séma) veszít.
2. Ha a csúcson levők lényeges tényeket hallgatnak el az új tagoktól, mint például az átlagos jövedelem, a költségek, a fluktuáció aránya, valamint hogy milyen sok bónuszt kapnak ők ott fent, akkor menekülni kell onnan, mert ez etikátlan üzlet, rosszabb esetben piramisjáték. Sajnos ismertebb, nagy nevű vállalkozásnál is előfordult, hogy nem mondták el, hogy honnan is jön valójában a vezető üzletépítők jelentős pénze (az oktató anyagok eladásából).
3. Ha végfelhasználóknak (olyan személyeknek, akik csak fogyasztók, tehát nem építenek üzletet) nagyon kevés terméket adnak el, azaz hosszú távon kevesebb mint 80%-nak (épülő hálózat esetén 50%, kiépült hálózatnál 90% körül), akkor tudhatjuk, hogy piramisjátékba csöppentünk, ahol egyszerre vagyunk áldozatok és tettestársak. A piramisjáték jellemzője, hogy azok, akik megveszik az álcatermékeket, inkább egy "üzleti lehetőség" miatt teszik ezt. Az ilyen üzlet nem valódi direkt eladás (direct selling), mivel nincs valódi termék vagy szolgáltatás, hanem egy etikátlan üzleti lehetőség reklámozása.
4. Az emberek több mint 90%-a kilép már az első évben. Ezért pusztán a beszervezésből pénzt szerezni hosszú és költséges fáradozás. Amikor valaki elindul hálózatot építeni, már ő maga is egy hatalmas alsó vonal legalján van. Csak kevesen juthatnak fel magasabb szintre. Ugyanúgy, mint az életben bárhol.
5. A piramisjáték lényege, hogy az a néhány személy, aki felkerült a csúcsra, közvetlenül a legutoljára csatlakozott, veszteséget elszenvedő tagoktól szerzi a pénzét. Az MLM rendszerben etikusan dolgozó vezetők senkit nem hagynak magára. Ez nem karitatív szolgálatuk, hanem anyagi érdekük. Mivel az MLM rendszerben van tényleges termék vagy szolgáltatás, hosszú távon megmaradó forgalom keletkezik és az emögött lévő elégedett fogyasztókra épül a rendszer. A piramisjátékban sem valódi termék vagy szolgáltatás, sem fogyasztó nem található.
6. A legtöbb helyen a motivációs előadások, könyvek és kazetták egy másik vállalkozás részei, amit vagy a rendszerben lévő vezetők, vagy egy különálló, de az egész rendszerhez csatlakozó cég futtat. A megvásárolt eszközök nem garantálják a tagok esélyét a sikerre. Az oktatás piramisjellegét már az is jelzi, ha az oktatás piaci áron van vagy akár annak többszöröse. Az etikus MLM hálózatépítésben az oktatás költségének jelentős hányadát a felső vezető üzletépítők fedezik, mert hosszútávú anyagi érdekük egy jól képzett csapat, így az oktatás jóval a piaci ár alá kerül, sokszor ingyenes vagy jelképes összegbe kerül (sőt előfordul, hogy még a terembérlet árát sem tartalmazza).
7. Vannak, akik magát az MLM rendszert mint üzleti modellt etikátlannak és felszámolandónak tartják, mert magában az MLM modellben a piramisjáték alkotóelemeit fedezik fel. Az egyik ilyen alkotóelem, hogy a fentebb említett oktatási anyagok nagyon költségesek az átlagember számára. A tagok ezekkel az eszközökkel nem lesznek feltétlenül sikeresek az MLM-üzletben, inkább csak elköltik a pénzüket ezekre a dolgokra. A vezetők (akiknek esetleg ez az oktatás működött) azt bizonygatják, hogy majd az új tagok is sikeresek lesznek s hogy ez az üzlet nagy lehetőség a számukra, azonban legtöbbjüknek ez nem válik valóra. Vita van abban, hogy a hagyományos MLM modellben a sikertelenség rendszerszinten van-e programozva (tehát erre épül, ezért piramisjáték), vagy pedig még meglévő emberi hiba (amin a folyamatos képzésekkel javítani lehet). A Wikipédia nem tere ezen vita eldöntésének.
8. A piramisjátékban a telítődés rendszerszinten kiszámíthatóan bekövetkezik (jogilag megdőlnek egy idő után, de a pénz nagy része eltűnik). Az etikus MLM üzletekben a végpontokban fogyasztók vannak úgy, hogy egy üzletépítő 10-1000 fogyasztót szolgál ki. A telítődés tehát kettős: egy adott piacon egy adott terméket (vagy szolgáltatást) egy adott időben X fogyasztó fogyaszt ténylegesen és ez (kompenzációs tervtől függően) X/10 (vagy akár X/1000) üzletépítőt tud eltartani (erről a számról illik tájékoztatni az üzletépítő jelölteket).
9. Az MLM üzleti modell kinőtte a jelenleg MLM-szerűnek nevezett rendszereket, a hosszútávú reális megtérülés rendszere váltja fel, amelynek adaptálása elképzelhető a társadalom különböző alrendszereibe (oktatás, egészségügy, építőipar stb). Ennek terjedését sokan emberidegennek tartják és egy modern kori rabszolgarendszer kiépülését vizionálják. Ennek az új világrendnek lennének hírnökei a jelenleg MLM-es cégeknek nevezett rendszerek.
10. Az MLM üzleti modellt nehéz úgy általában kritizálni (konkrét cégek említése nélkül). A vélemények kibékíthetetlenek. Az MLM-pártiak szerint ez egy igazságos win-win üzleti modell. Az anti-MLM pártiak szerint civil és állami eszközökkel meg kell tenni mindent, hogy az MLM modell eltűnjön. Az anti-MLM hívők szerint az MLM-ről jót csak és kizárólag bebutított MLM hívők mondhatnak, de ez nem számít, mert elfogultak. Az MLM hívők viszont azt mondják az anti-MLM hívőkről, hogy kívülről kritizálnak egy olyan modellt, amit nem ismernek és amihez nem értenek.

## Öt jellemző a termék alapú piramisjáték felismeréséhez
1. A piramisjáték-szervezők azt állítják, hogy a beszervezhető tagok száma korlátlan, végtelen. Egy etikus MLM üzletben pontosan elmondják, hogy hány szintig (LEVEL), illetve generációig (GENERATION) milyen forgalom mellett hány %-át fizetik a forgalomnak.
2. A többszintű piramisjáték-hierarchiában csak új tagok toborzásával lehetséges jutalékhoz jutni, nem lehetséges forgalom új tagok nélkül. Egy etikus MLM üzletben a stabil üzlet alapja az elégedett fogyasztó.
3. Egy piramisjátékban sem elméletileg, sem gyakorlatilag nincs esély belátható időn belül nullára kijönni, illetve pozitív jövedelemre szert tenni. Olykor ezt a pontot kihagyják a piramisjáték-szervezők, ilyenkor egy-két éven belül a rendszer megbukik (a forradalom megeszi gyermekeit). Árulkodó jel lehet, ha a költségek nőnek az idővel vagy felsőbb pozícióba lépéssel. Egy etikus MLM üzletben a költségek nagyjából állandóak és már a kezdeti jutalékból fedezhetők. Az MLM üzlet lényege, hogy - betartva a szakma szabályait - fél vagy egy éven belül nyereségessé válhat egy új induló. Ez az egyik legtöbb vitát kiváltó pont.
4. A piramisjáték lényege, hogy a termék vagy szolgáltatás minősége és ára nincs arányban a piacon található hasonló termékekkel, szolgáltatásokkal. Hosszú távon MLM rendszerben csak minőségi terméket lehet forgalmazni. A sikeres MLM cégek sokat költenek termék illetve szolgáltatás fejlesztésre.
5. A piramisjátéknál az összes jutalékalap képzése: a beléptetési díj 100%-a. Egy etikus MLM üzletben nem haladhatja meg a forgalom 50%-át az összes jutalékalap.

Az alábbi internetről idézett szöveg az MLM-ruhába bújt piramisjáték klasszikus fogásait elemzi, több több évtizedes tudományos kutatás eredményeit foglalja össze az idézett szerző:

## Tipikus reklámfogások a beszervezős MLM-ben
A beszervezős MLM egy multi-level marketing program, amely jobban díjazza az agresszív beszervezést, mint a közvetlen értékesítést a valódi fogyasztóknak.[forrás?]
| A beszervező MLM állításai | Az MLM-állítás kritikája |
| --- | --- |
| Nagyszerű jövedelemlehetőségek. | Az MLM tagok 99%-a veszít. |
| Mindenki csinálhatja, pénzt kereshet vele. | Csak a csúcson levők profitálnak belőle, az alattuk levők 99%-a pénzt veszít. |
| Az átlagos jövedelmet magas jövedelemnek tünteti fel. | Az átlagos jövedelem bemutatása teljes félrevezetés. |
| A kisker áron eladott termékek szép hasznot hoznak. | Piramison kívül ritkán adnak el terméket a magas ára miatt, azaz kisker forgalmazás gyakorlatilag alig van, így a kisker haszon szinte sosem realizálódik. |
| Törvényes üzletként mutatják be, „nem piramisjáték”. | A termék alapú piramisjátékok a legszélsőségesebb fajtái a piramis-sémáknak, a legnagyobb 99,9%-os veszteségi rátával, ami rosszabb arány még a termék nélküli piramisoknál is! De még a szerencsejátékoknál is! |
| Napi 1-2 órai munkával felépíthető a jogdíjas (passzív) jövedelem, ami nagyobb szabadságot eredményez, kiléphetsz a munkahelyről, több időt tölthetsz a családdal…                                                 | Rengeteg időt visz el a lemorzsolódó tagok folyamatos pótlása, sok új jelentkezőt kell megtéveszteni, hogy elhiggyék, ez egy jövedelmi forrás. A jelentkezők csak a felső vonal jövedelmét fogják hízlalni. |
| A munkaerő piac-nem biztonságos, a részvénypiac még zavarosabb, az MLM nagyobb biztonságot és tartós jövedelmet ígér.                                                                                              | Az MLM rizikósabb, bármelyik részvénypiacnál vagy a munkaerő-piacnál. Összehasonlítva még a szerencsejáték is biztonságosabb befektetés. |
| Ha nem lenne legális az MLM, már rég leállították volna. | A törvényi büntetés inkább reaktív (visszaható, utólag reagáló) a fehér-galléros bűnöknél és a fogyasztóvédelemnél, mint proaktív (megelőző). Amíg az áldozatok úgyszólván sohasem reklamálnak/panaszkodnak, a törvény magától csak nagy ritkán csap le a legrosszabb piramis-sémákra. |
| Bármelyik üzletbe időt és pénzt kell fektetni. (Néhány MLM tag több ezer dollárt invesztál folyamatosan éveken keresztül, amíg el nem veszti minden pénzét.)                                                       | A legális direkt értékesítő cégek ügynökei nem mindig halmoznak fel raktárkészletet. Az ösztönző vagy „fizess, hogy játszhass” vásárlás csupán álcázás a piramis-sémában. Nagyobb befektetés, nagyobb veszteség. |
| Felhasználhatja az időt egyéb üzletépítésre, ez nem a hirtelen meggazdagodás útja, hanem normál üzleti program, ne várjon gyors sikert.                                                                            | A szervezők úgy adják el a tagoknak a marketing tervet, mint egy üzletet, de úgy védik a tekintélyét, mintha direkt eladás lenne. A direkt értékesítő ügynök rögtön megkapja a jutalékát az eladás után, nem kell várnia hónapokig vagy évekig, hogy észrevegye, hogy a jutaléka meghaladja a költségeit. |
| Nem szükséges az eladás! Elég alkalmazni a másolódás elvét. | Az eladás be is fejeződik az új tagok beszervezésével, akik folyamatos vásárlással „játsszák a játékot”. A beszervező nemcsak „másolódik”, hanem be is csap/ámít másokat! |
| Az MLM a jövő! | Már évtizedek óta ezt mondják, de a részesedése a kereskedelemben kb. 1% lehet. Az MLM őshazájában, az USA-ban sem több ennél! |
| Telítődés sohasem jön létre. A körforgás, mint bármilyen üzletben, realitás. A mi MLM rendszerünkben világméretű növekedés tapasztalható. Kapcsolódjon be az elsők között ebbe a nagyszerű növekedési lehetőségbe! | Az MLM termékek nagy részét a belépő tagok veszik meg. (Kevés hagyományos vásárló is akadhat.) Amióta az emberek észrevették, hogy a lehetőségek lecsökkennek minden új belépő „forgalmazóval”, a telítődés valóban fennáll, ezért megköveteli a szervezőktől, hogy újabb beszervezéseket indítsanak más földrajzilag távolabbi hely felé (nemzetközi szponzorálás). Így az MLM rendszerek gyorsan átalakulnak Ponzi-sémává (sima pilótajáték), megkövetelve, hogy újabb piacokat vagy újabb termék részlegeket nyissanak. Az új tagok folyamatos belépése (pezsgése) megszokott dolog. |
| Egy nagyszerű támogató csapathoz fogsz tartozni! | Néhány MLM/rendszer úgy működik, mint egy szekta, „velünk vagy ellenünk” mentalitással. Megfigyelhető, hogy milyen gyorsan kiközösíti a csapat a kilépőt, és azt, aki kedvezőtlen információt fedez fel a módszer törvényességét illetően. |
| A legjobb termékeket fogod ajánlani az embereknek, amik elősegítik megőrizni az egészségüket. | A termékek ügyesen álcázott közvetítő eszközök, amik a csereforgalmat szolgálják a termék alapú piramisban. |
| Gyors ütemben nő az igény ezekre a termékekre, szinte magukat adják el. | A termékek eladása forgalmazók által vezérelt, nem pedig a piac által. A legtöbb terméket az új belépők veszik meg, hogy „előnyös helyzetben lépjenek be”. |
| A termékünk egyedi és fogyócikk, ami tökéletes az ismétlődő eladásra. | Az MLM/termékek tipikus „szellemi bájitalok”. A titkos formulák csak elfedik azt a tényt, hogy drágák a termékek, ezért nem versenyezhetnek a normál piacon. |
| Adj magadnak esélyt, hogy másolhatsz egy működő üzletet. Hozz 5 embert, aki megveszi a belépő csomagot, és továbbmásolják a sémát. Havonta rendelj termékeket és nemsokára nagy jutalékot is kapsz.                | Ez az a módszer, ahogy az MLM rendszerek összehozzák a vagyont a csúcson lévőknek. Azok a jutalékok, ami az üzletük éltető eleme, a kezdő és a folyamatos „forgalmazói” vásárlásokból származik. Ha elvesszük a tagok vásárlási indítékait (kilépés a mókuskerékből), ezek a cégek úgy omlanak össze, mint a kártyavár. |
| Az „eszközeink a sikerre”, verhetetlenek. Jelentkezz a szemináriumokra és a konferenciákra, vásárold a könyveinket és kazettáinkat, hogy sikered legyen ebben az üzletben.                                         | A segédeszköz-üzlet piramis a piramisban. Ez az árnyék-piramis egy jövedelmező bevételi forrás azoknak a csúcson levőknek, akik ezekkel az „eszközökkel” biztosítják az alsó vonaluk sikerét, akik így újra áldozatokká válnak, amikor megveszik a motivációs anyagokat. |
| Az MLM olyan mint a biztosítás, a befektetés, feltalálás, színjátszás ahol a kemény munkáért jogdíjas jövedelem jár az életed hátralevő részében. Fiatalon nyugdíjba mehetsz, utazhatsz, stb.                      | Az MLM több, mint hazárdjáték a jogdíjas jövedelemért, ez a „valamit a semmiért” csábítás lelkiállapota, az MLM/szenvedélybetegséget már megfigyeltek sok „valódi MLM hívőn”. |
| Segíteni fogsz a barátaidnak és a családodnak, ha beszervezed őket az alsó vonaladba. | Inkább csak kizsákmányolod őket, mint segítenél rajtuk, más szóval elpazarlod a társadalmi tőkédet. |